# ムーンライト・エピキュリアン
「ムーンライト・エピキュリアン」（英: Moonlight Epicurian）は、高橋洋子の10枚目のシングル。1994年12月19日にキティレコードから発売された。

## 概要
- キティレコードから発売の9枚目のシングル。
- テレビ朝日系バラエティ番組『いわんやトミーズをや』のエンディングテーマ[1]。
- 1994年11月26日に発売されたアルバム『私をみつけて』からシングルカットされた。カップリングの「地球の丘でダンスをしましょう」も同様にシングルカットされた。
- 「あの頃に待ち合わせよう (AMBIENT MIX)」は、前作「あの頃に待ち合わせよう」のアレンジバージョンである。

## 収録曲
1. ムーンライト・エピキュリアン [5:09]
作詞：田久保真見、作曲：山本健司、編曲：YO!キタロー
  - テレビ朝日系バラエティ番組『いわんやトミーズをや』エンディングテーマ
2. 地球の丘でダンスをしましょう [2:24]
作曲：高橋洋子、編曲：YO!キタロー
3. あの頃に待ち合わせよう (AMBIENT MIX) [5:13]
作詞：尾上文、作曲：今井忍、編曲：YO!キタロー/ボーイ・ミーツ・ガール
4. ムーンライト・エピキュリアン (ORIGINAL KARAOKE) [5:05]

## 参加ミュージシャン
- サックス：勝田一樹[2]
- ドラム：山木秀夫[2]
- パーカッション：山木秀夫[2]

## 収録アルバム
| 曲名                         | 収録アルバム                        | 発売日         | 規格品番  | トラック番号 |
| ---------------------------- | ----------------------------------- | -------------- | --------- | ------------ |
| ムーンライト・エピキュリアン | 『私をみつけて』                    | 1994年11月26日 | KTCR-1289 | #3           |
| ムーンライト・エピキュリアン | 『BEST PIECES』                     | 1996年1月25日  | KTCR-1359 | #2           |
| ムーンライト・エピキュリアン | 『エッセンシャル・ベスト 高橋洋子』 | 2007年12月19日 | UPCY-9143 | #11          |
| 地球の丘でダンスをしましょう | 『私をみつけて』                    | 1994年11月26日 | KTCR-1289 | #7           |